# Into the Blue (canción)
«Into the Blue» es una canción de la cantante australiana Kylie Minogue, que pertenece a su duodécimo álbum de estudio Kiss Me Once (2014). La canción fue escrita por Kelly Sheehan, Mike Del Rio y Jacob Kasher, y producida por Del Rio. Fue grabada en Londres durante 45 cumpleaños de Minogue. La canción fue lanzada en Australia y Nueva Zelanda el 27 de enero de 2014; en Estados Unidos, Canadá y Europa, el 28 de enero; y en Reino Unido, Suiza y Alemania, el 8 de marzo.
Musicalmente, «Into the Blue» es una canción de pop dance electrónica que cuenta con la instrumentación de sintetizadores, teclados y cuerdas. Su letra habla de ser independiente, libre y feliz. «Into the Blue» recibió elogios de la crítica especializada, donde muchos destacaron el contenido de la letra, su composición, voces y producción, señalando que Minogue continuaba conservando su imagen «clásica». En las listas de popularidad, «Into the Blue» ha sido un éxito moderado. La canción ha alcanzado su punto máximo entre los diez primeros lugares en países como Bélgica, Irlanda, Croacia, así como la posición más alta de Billboard Hot Dance Club Songs en Estados Unidos.

## Video musical
El video promocional fue dirigido por Dawn Shadforth, y rodado en el mes de enero de 2014 en Londres. Recibió su lanzamiento el 3 de febrero de 2014. En el mismo material realiza un cameo el modelo y actor francés Clément Sibony como el amante de Minogue.

## Formatos y lista de canciones
Descarga digital (1 canción)
1. "Into the Blue" – 4:08

Descarga digital (2 canciones) y 7" vinilo
1. "Into the Blue" – 4:08
2. "Sparks" – 3:30

Digital remix bundle
1. "Into the Blue" (S-Man Deep Blue Remix) – 7:36
2. "Into the Blue" (Patrick Hagenaar Colour Code Remix) – 6:22
3. "Into the Blue" (Vanilla Ace Remix) – 6:22

Remix EP
1. "Into the Blue" (Álbum Versión) – 4:08
2. "Into the Blue" (S-Man Deep Blue Remix) – 7:36
3. "Into the Blue" (Patrick Hagenaar Colour Code Remix) – 6:22
4. "Into the Blue" (Vanilla Ace Remix) – 6:22

## Posicionamiento en listas
| Listas (2014)                               | Mejor posición |
| ------------------------------------------- | -------------- |
| Alemania (Media Control AG)                 | 31             |
| Australia (ARIA)                            | 46             |
| Austria (Ö3 Austria Top 40)                 | 37             |
| Bélgica (Flandes) (Ultratip Bubbling Under) | 6              |
| Bélgica (Valonia) (Ultratip Bubbling Under) | 3              |
| Corea del Sur (Gaon International Chart)    | 182            |
| Croacia (ARC 100)                           | 2              |
| Escocia (The Official Charts Company)       | 10             |
| España (Top 100 Canciones)                  | 16             |
| Estados Unidos (Hot Dance Club Songs)       | 1              |
| Estados Unidos (Dance/Electronic Songs)     | 24             |
| Francia (SNEP)                              | 47             |
| Hungría (Single Top 20)                     | 19             |
| Irlanda (IRMA)                              | 9              |
| Japón (Japan Hot 100)                       | 8              |
| Reino Unido (UK Singles Chart)              | 12             |
| Suiza (Schweizer Hitparade)                 | 32             |

### Sucesión en listas
| Anterior: «Can't Remember to Forget You» de Shakira con Rihanna | Hot Dance Club Songs — Sencillo Nro 1 12 de abril de 2014 — 19 de abril de 2014 | Siguiente: «Find You» de Zedd con Matthew Koma y Miriam Bryant |

## Historial de lanzamiento
| País           | Fecha               | Formato             |
| -------------- | ------------------- | ------------------- |
| Australia      | 27 de enero de 2014 | Descarga digital    |
| Nueva Zelanda  | 27 de enero de 2014 | Descarga digital    |
| Europa         | 28 de enero de 2014 | Descarga digital    |
| Estados Unidos | 28 de enero de 2014 | Descarga digital    |
| Canadá         | 28 de enero de 2014 | Descarga digital    |
| Alemania       | 7 de marzo de 2014  | CD Descarga digital |
| Austria        | 7 de marzo de 2014  | CD Descarga digital |
| Suecia         | 7 de marzo de 2014  | CD Descarga digital |
| Irlanda        | 7 de marzo de 2014  | CD Descarga digital |
| Reino Unido    | 9 de marzo de 2014  | CD Descarga digital |
| Canadá         | 11 de marzo de 2014 | Remix EP            |